# Prot Jarnuszkiewicz
Prot Antoni Jarnuszkiewicz (ur. 1977) – polski fotograf, profesor sztuk plastycznych.

## Życiorys
W 2002 r. ukończył studia realizacji obrazu filmowego, telewizyjnego i fotografii w Państwowej Wyższej Szkole Filmowej, Telewizyjnej i Teatralnej im. Leona Schillera w Łodzi, w 2005 r. obronił pracę doktorską, w 2010 r. habilitował się. W 2016 r. uzyskał drugą habilitację  i w tym samym roku otrzymał tytuł profesora sztuk plastycznych.
Został pracownikiem naukowym w Akademii Sztuk Pięknych w Warszawie i w Warszawskiej Szkole Filmowej.